# (3022) Dobermann
(3022) Dobermann ist ein Asteroid des inneren Hauptgürtels, der am 16. September 1980 von der tschechischen Astronomin Zdeňka Vávrová am Kleť-Observatorium in Tschechien bei einer Helligkeit von 16 mag entdeckt wurde.
Der Asteroid wurde benannt zu Ehren von Friedrich Louis Dobermann (1834–1894), deutscher Zoologe und Amateurastronom.
Aufgrund seiner Bahneigenschaften gilt (3022) Dobermann als Mitglied der Hungaria-Gruppe und bewegt sich noch innerhalb des Hauptgürtels i. e. S. im Bereich einer stabilisierenden 9:2-Bahnresonanz mit Jupiter.

## Wissenschaftliche Auswertung
Eine spektroskopische Untersuchung von 820 Asteroiden zwischen November 1996 und September 2001 am La-Silla-Observatorium in Chile ergab für (3022) Dobermann eine taxonomische Klassifizierung als X- bzw. Xk-Typ.
Polarimetrische Messungen, die 2004 und 2009 an der Astronomischen Einrichtung Leoncito in Argentinien durchgeführt wurden, zeigten für (3022) Dobermann eine dunkle Oberfläche mit einer geringen Albedo von 0,08 und eine geringe Polarisation bei einem großen Phasenwinkel. Dies ist zwar typisch für Asteroiden der Spektralklasse E mit einer hohen Albedo, es könnte aber auch auf ungewöhnliche Polarisationseigenschaften hinweisen.
Photometrische Beobachtungen vom 12. November bis 16. Dezember 1999 an der Estación Astrofísica de Bosque Alegre des Observatorio Astronómico de Córdoba in Argentinien ermöglichten es, aus der Lichtkurve eine Rotationsperiode von 10,49 h zu bestimmen und auf eine längliche Form zu schließen. Am Palmer Divide Observatory (PDO) in Colorado erfolgten mehrfach Versuche, aus der Lichtkurve bessere Werte für die Rotationsperiode zu bestimmen. Aus Beobachtungen vom 29. August bis 3. September 2004 wurde ein Wert von 10,32 h abgeleitet. Weitere Beobachtungen gelangen vom 1. bis 11. April 2011 und ließen auf eine Rotationsperiode von 10,33 h schließen. Auch eine dritte Beobachtung vom 26. August bis 10. September 2012 führte zu diesem Wert.
Eine erneute Messung vom 20. bis 23. April 2014 am Center for Solar System Studies-Palmer Divide Station (CS3-PDS) bestätigte die vorigen Ergebnisse mit 10,34 h. Aus den kombinierten Messdaten aller vier Beobachtungen konnte eine zuverlässige Bestimmung der Rotationsachse mit einer retrograden Rotation erfolgen. Eine weitere Beobachtung vom 20. bis 26. Juni 2017 bestätigte erneut die vorigen Ergebnisse und führte zu einem verbesserten Wert für die Rotationsperiode von 10,329 h.
Mit dem Weltraumteleskop Transiting Exoplanet Survey Satellite (TESS) konnten während dessen Durchmusterung des Südhimmels 2018 bis 2019 auch Objekte des Sonnensystems beobachtet werden. Dabei wurden auch die Lichtkurven von fast 10.000 Asteroiden aufgezeichnet. Für (3022) Dobermann wurde aus Messungen etwa vom 20. bis 27. Februar 2019 eine Rotationsperiode von 10,325 h bestimmt. Vom 27. Juli bis 1. August 2020 wurden dann noch einmal photometrische Beobachtungen am CS3 durchgeführt, die zu einer Rotationsperiode von 10,339 h ausgewertet wurden.
Aus archivierten Daten des Asteroid Terrestrial-impact Last Alert System (ATLAS) aus dem Zeitraum 2015 bis 2018 konnte in einer Untersuchung von 2022 mit der Methode der konvexen Inversion eine Rotationsperiode von 10,33167 h bestimmt werden.